# Ba'al tesjoewa
Een Ba'al tesjoewa (Engels: baal teshuva, komt uit het Hebreeuws: בעל תשובה, letterlijk iemand die tot inkeer is gekomen), is een niet-religieuze Jood die orthodox joods wordt. De term kan ook betrekking hebben op iemand die in het verleden orthodox was, dat pad verlaten heeft en er later weer naar terugkeert, maar wordt meestal gebruikt als aanduiding voor joden die niet orthodox zijn opgegroeid en pas op latere leeftijd voor het eerst met het orthodox jodendom in aanraking komen.
Er zijn met name in Israël en de Verenigde Staten veel instituten die zich erop richten niet-orthodoxe joden te motiveren orthodox te worden. De chassidische beweging Chabad-Lubavitch doet wereldwijd veel werk in deze richting. In Israël zijn er verschillende instituten, zoals Ohr Somayach en Aish HaTorah, die vanuit een Litwish-chareedi achtergrond werken.